# Johann Jungblut
Johann Jungblut, aussi Johann Jungbluth, né le 16 avril 1860 à Sarrebourg et mort le 17 décembre 1912 à Düsseldorf, est un peintre paysagiste allemand de l'école de Düsseldorf.

## Biographie

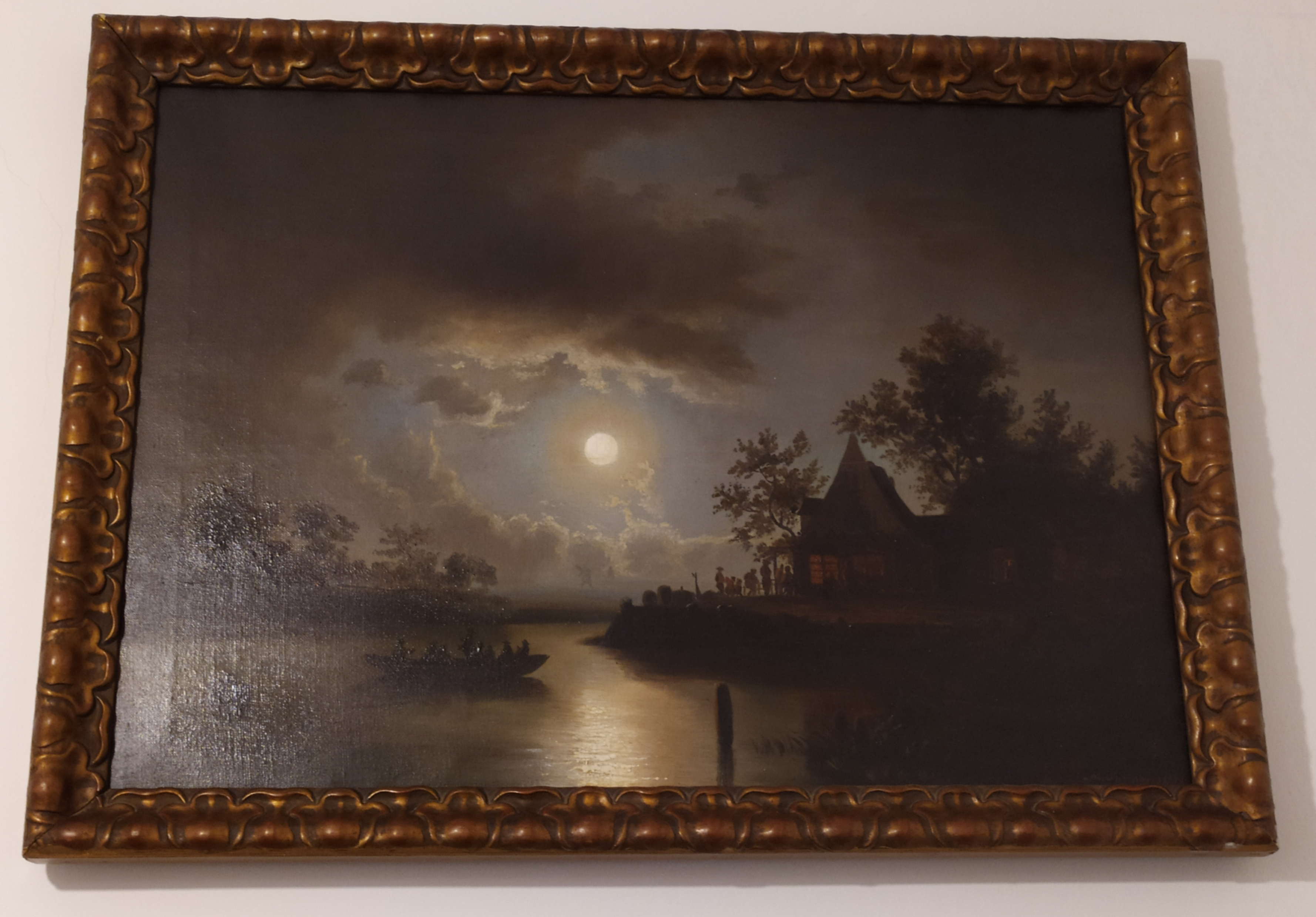
Paysage marin nocturne avec bateau et maison, 1894

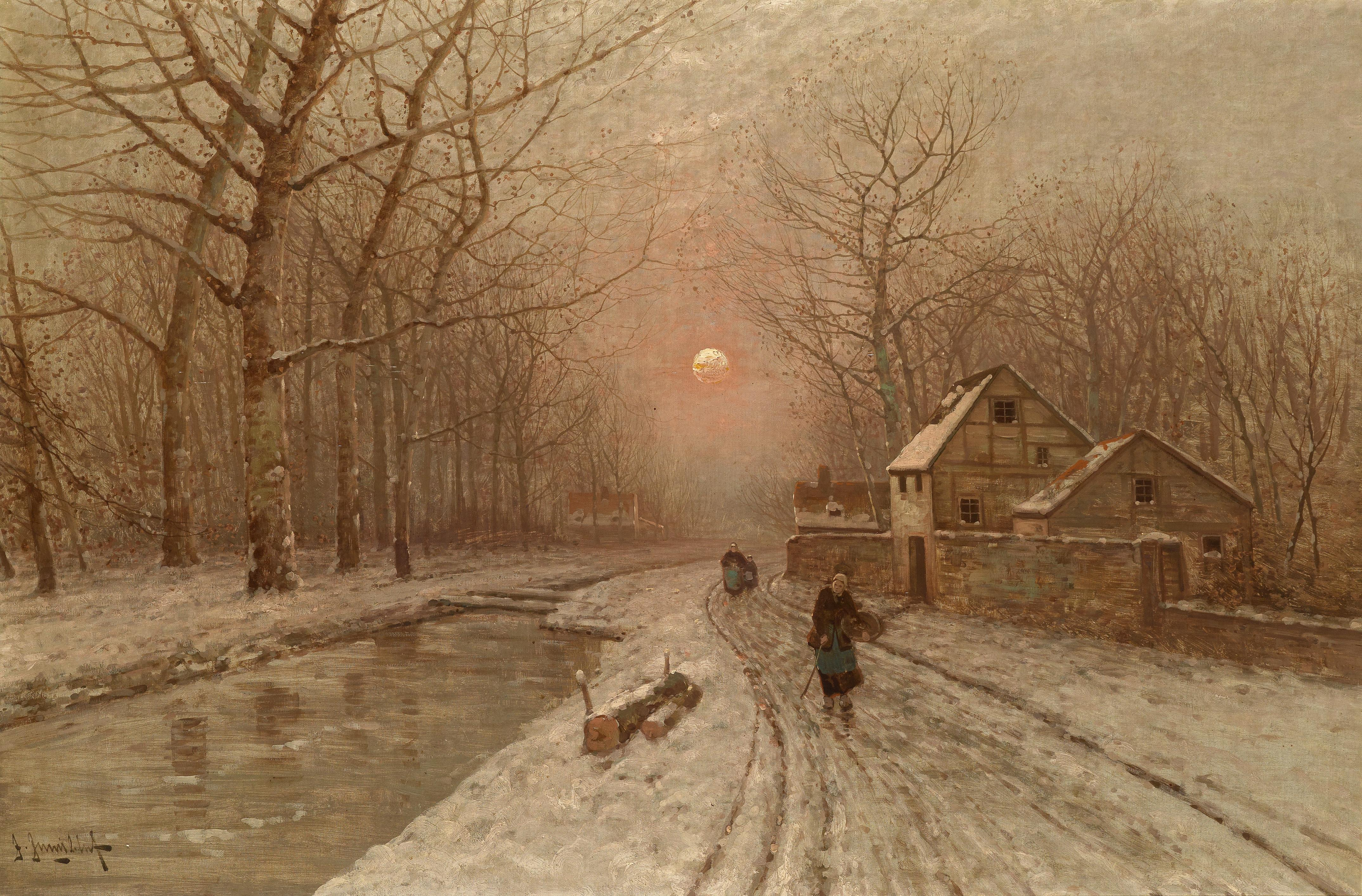
Ambiance du soir sur une rue du village

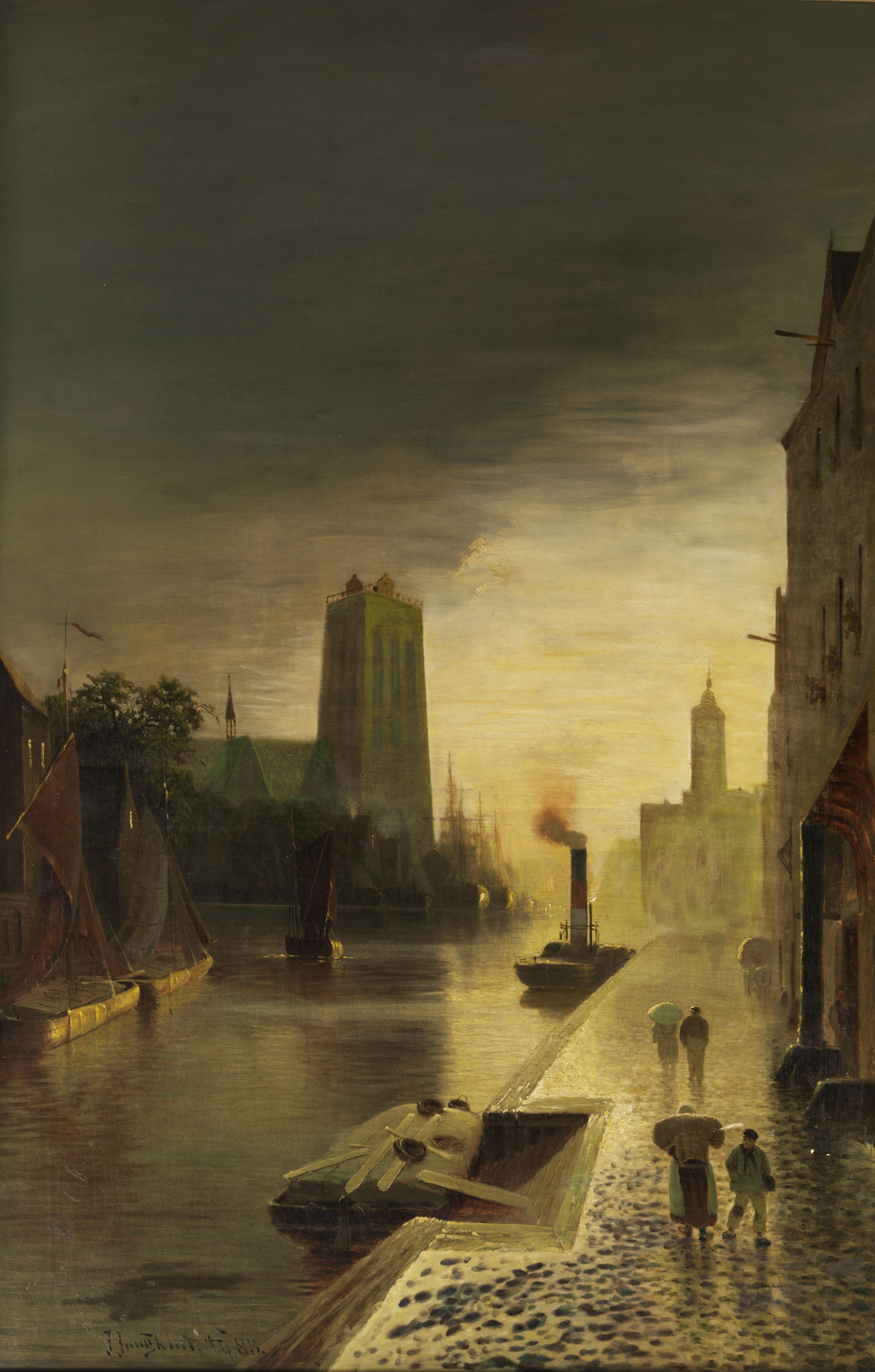
Vue de Gand, 1883

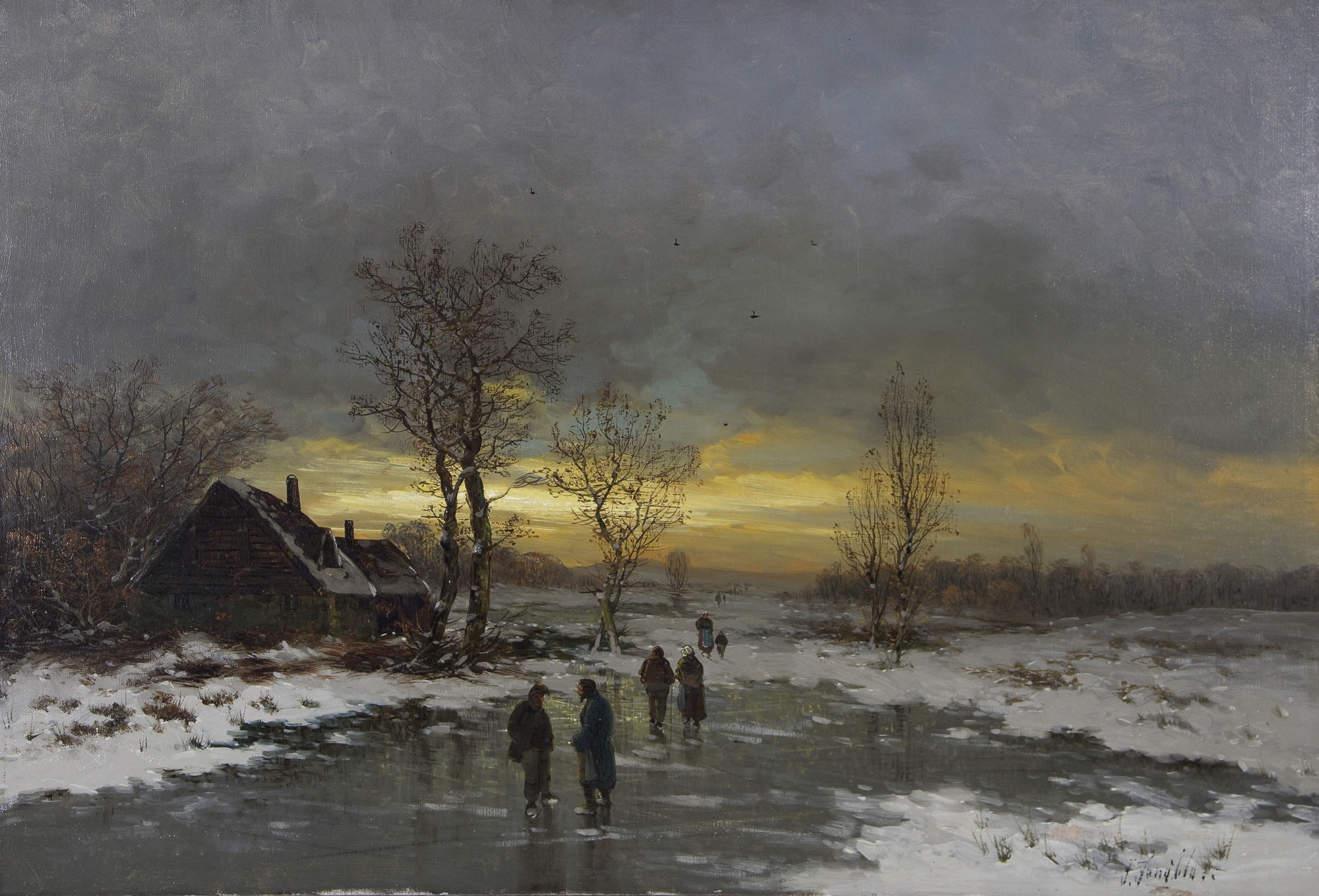
Paysage d'hiver du soir, vers 1885

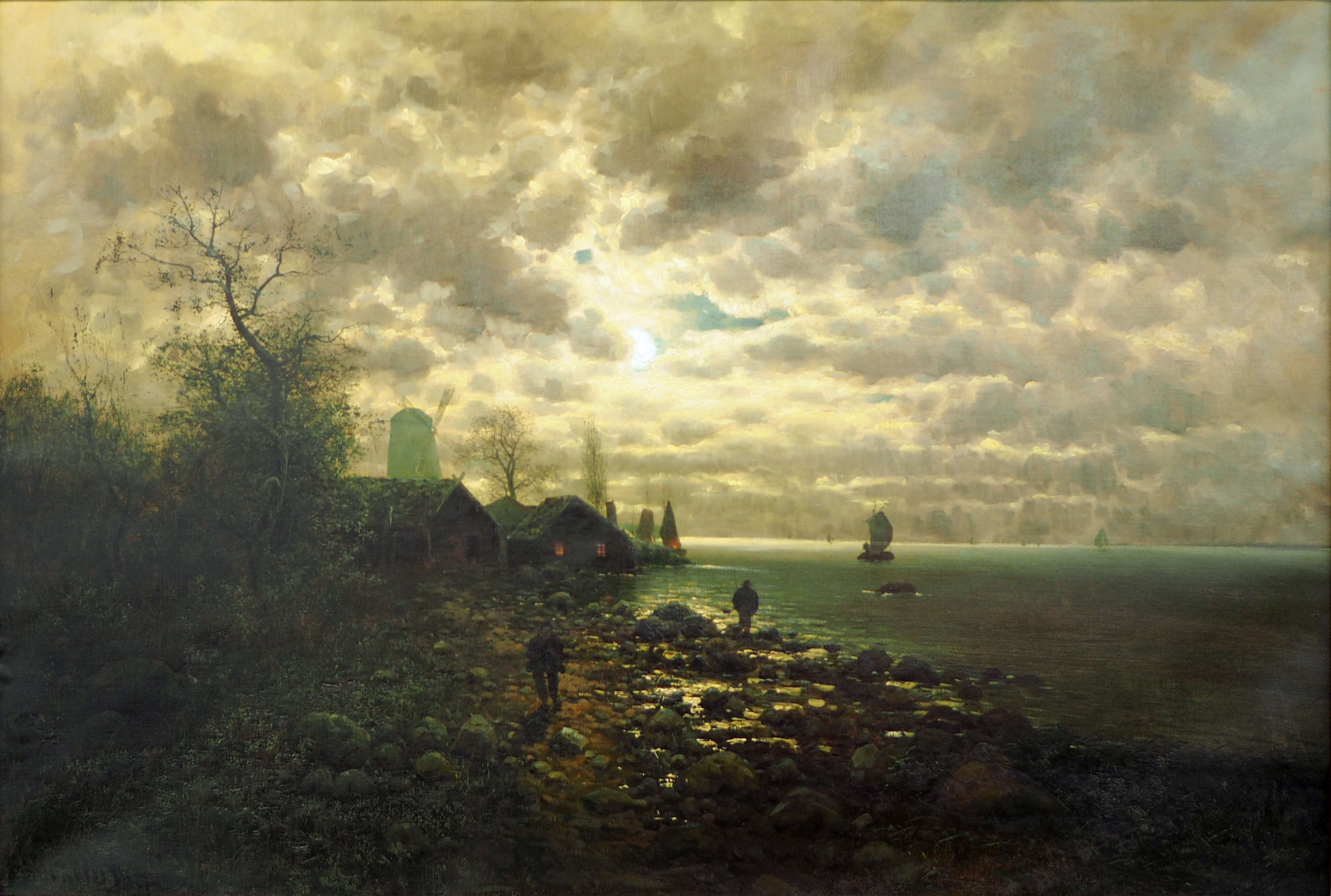
Paysage côtier au clair de lune

Johann Jungblut travaille d'abord comme artisan chez Villeroy & Boch à Mettlach. En autodidacte, il acquiert l'art de la peinture. En 1885, il s'installe à Düsseldorf, où il semble tenir le rôle d'un solitaire et vit dans le quartier de Pempelfort en 1889. Son fils, Emil Jungblut, futur sculpteur, naît en 1888 à Düsseldorf. Le peintre Hans (* 6. février 1886) et Walter Jungblut (1892-1941) sont également ses fils.
La peinture de Johann Jungblut est fortement basée sur des primitifs flamands. Il est spécialisé dans les paysages hivernaux brumeux peints de manière impressionniste sur les eaux néerlandaises, avec le soleil bas dans le ciel. Il peint également fréquemment des fjords norvégiens et d'autres motifs de cette manière. Il exécute certains de ses tableaux sous le pseudonyme de J. M. Sander. On suppose qu'il pourrait également se cacher derrière le pseudonyme de J. Metzler.

## Œuvres
- Ansicht von Gent, 1883
- Moorlandschaft mit Birken, 1885
- Abendliche Winterlandschaft, um 1885
- Nächtliche Seelandschaft mit Boot und Haus, 1894
- Abendstimmung über einer Dorfstraße
- Winterabend vor einem holländischen Dorf
- Abendsonne über einem vereisten Flusslauf
- Herbstliche Niederrheinlandschaft mit Angler auf einem Kanal
- Winterabend (Bauersleute auf einer Dorfstraße im Abendrot)
- Zwei junge Reisigsammlerinnen im herbstlichen Birkenwald
- Verschneite Dorflandschaft im Abendrot
- Zwei Bäuerinnen am Waldbach
- Die Kartoffelernte
- Vorfrühling in einem norwegischen Fjord, Deutsches Schifffahrtsmuseum, Bremerhaven
- Der Naero-Fjord im Sommer
- Norwegischer Fjord
- Landschaft am Niederrhein im Spätsommer
- Gehöft mit Windmühle am Winterabend
- Vorfrühling am Altwasser
- Kalter Wintertag (Bauersleut auf gefrorenem Gewässer vor dem Dorfe)
- An einem holländischen Kanal
- Abendliche Heimkehr vom Markt